# Ouilly-le-Vicomte
Ouilly-le-Vicomte est une commune française située dans le département du Calvados en région Normandie, peuplée de 759 habitants.

## Géographie

### Localisation
La commune est au cœur du pays d'Auge. Son bourg est à 4 km au nord de Lisieux, à 9 km au sud-ouest de Blangy-le-Château et à 15 km au sud de Pont-l'Évêque.
Ouilly-le-Vicomte est située sur la route de Pont-l'Évêque.
La commune est traversée par la Touques et la Paquine.
Le GR 26 reliant Paris à Villers-sur-Mer, traverse également la commune.
| Coquainvilliers      | Coquainvilliers, Norolles | Norolles         |
| Manerbe, Saint-Désir | Ouilly-le-Vicomte         | Rocques          |
| Saint-Désir          | Lisieux                   | Rocques, Lisieux |

### Hydrographie
La commune est située dans le bassin Seine-Normandie. Elle est drainée par la Touques, la Paquine, un bras de la Touques, le fossé 01 de la commune de Ouilly-le-Vicomte, le fossé 01 du Lieu Doux, le ruisseau Douet de Combraydes bras de la Touques et divers autres petits cours d'eau,.
La Touques, d'une longueur de 108 km, prend sa source dans la commune de Champ-Haut et se jette  dans la baie de Seine en limite de Trouville-sur-Mer et de Deauville, après avoir traversé 42 communes. Les caractéristiques hydrologiques de la Touques sont données par la station hydrologique située sur la commune de Lisieux. Le débit moyen mensuel est de 5,29 m3/s. Le débit moyen journalier maximum est de 43,9 m3/s, atteint lors de la crue du 6 décembre 1988. Le débit instantané maximal est quant à lui de 73,3 m3/s, atteint le 5 décembre 1988.

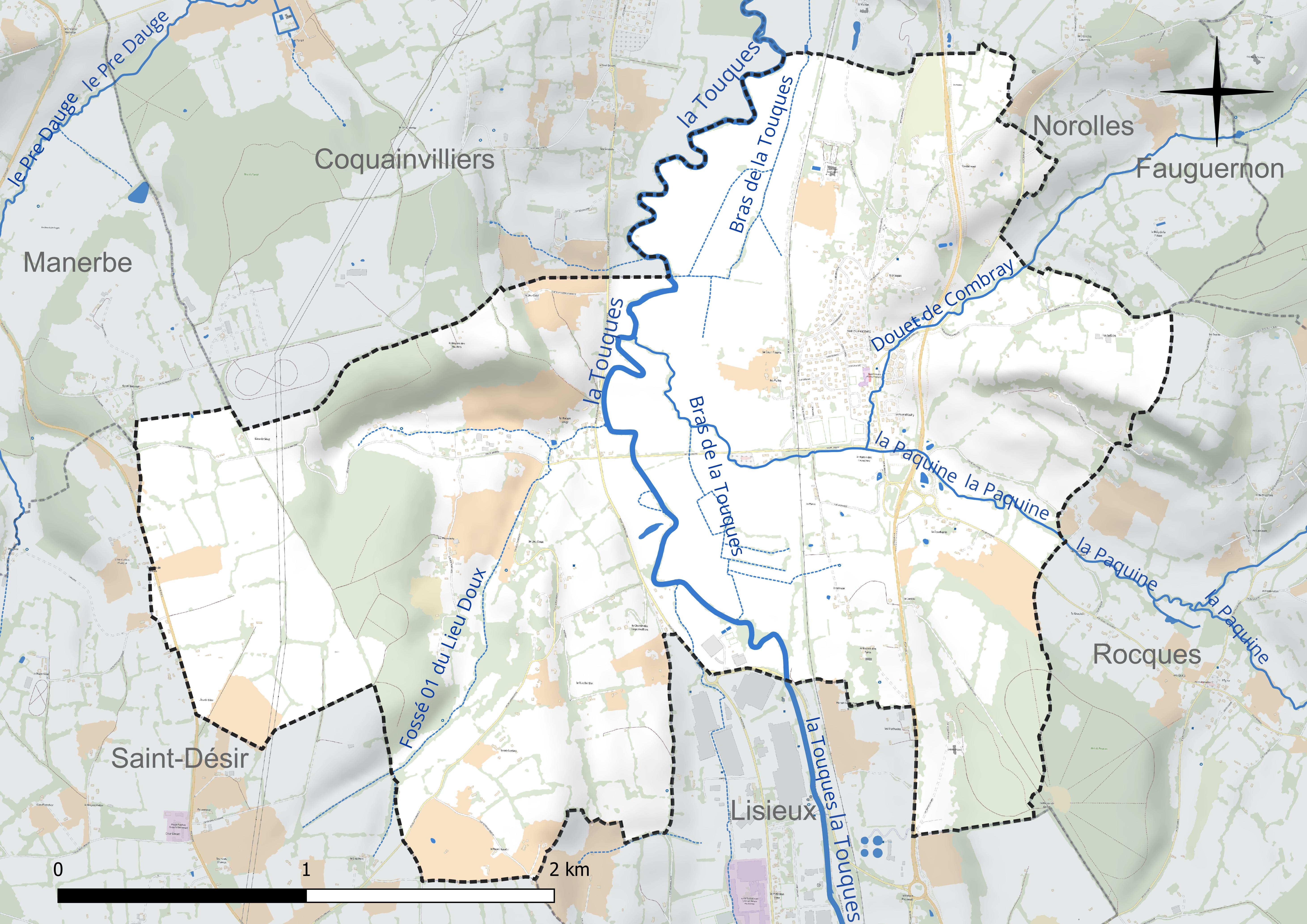
Réseau hydrographique d'Ouilly-le-Vicomte.

La Paquine, d'une longueur de 25 km, prend sa source dans la commune de Drucourt et se jette  dans la Touques sur la commune, après avoir traversé 13 communes. 

### Climat
Pour des articles plus généraux, voir Climat de la Normandie et Climat du Calvados.
En 2010, le climat de la commune est de type climat océanique altéré, selon une étude du CNRS s'appuyant sur une série de données couvrant la période 1971-2000. En 2020, Météo-France publie une typologie des climats de la France métropolitaine dans laquelle la commune est exposée à un climat océanique et est dans la région climatique Côtes de la Manche orientale, caractérisée par un faible ensoleillement (1 550 h/an) ; forte humidité de l'air (plus de 20 h/jour avec humidité relative > 80 % en hiver), vents forts fréquents. Parallèlement le GIEC normand, un groupe régional d'experts sur le climat, différencie quant à lui, dans une étude de 2020, trois grands types de climats pour la région Normandie, nuancés à une échelle plus fine par les facteurs géographiques locaux. La commune est, selon ce zonage, exposée à un « climat contrasté des collines », correspondant au Pays d'Auge, Lieuvin et Roumois, moins directement soumis aux flux océaniques et connaissant toutefois des précipitations assez marquées en raison des reliefs collinaires qui favorisent leur formation.
Pour la période 1971-2000, la température annuelle moyenne est de 10,5 °C, avec  une amplitude thermique annuelle de 12,8 °C. Le cumul annuel moyen de précipitations est de 814 mm, avec 12,5 jours de précipitations en janvier et 8,2 jours en juillet. Pour la période 1991-2020, la température moyenne annuelle observée sur la station météorologique la plus proche, située sur la commune de Lisieux à 4 km à vol d'oiseau, est de 11,7 °C et le cumul annuel moyen de précipitations est de 881,4 mm,. Pour l'avenir, les paramètres climatiques de la commune estimés pour 2050 selon différents scénarios d'émission de gaz à effet de serre sont consultables sur un site dédié publié par Météo-France en novembre 2022.

## Urbanisme

### Typologie
Au 1er janvier 2024, Ouilly-le-Vicomte est catégorisée commune rurale à habitat dispersé, selon la nouvelle grille communale de densité à 7 niveaux définie par l'Insee en 2022.
Elle appartient à l'unité urbaine de Lisieux, une agglomération intra-départementale dont elle est une commune de la banlieue,. Par ailleurs la commune fait partie de l'aire d'attraction de Lisieux, dont elle est une commune de la couronne,. Cette aire, qui regroupe 57 communes, est catégorisée dans les aires de 50 000 à moins de 200 000 habitants,.

### Occupation des sols
L'occupation des sols de la commune, telle qu'elle ressort de la base de données européenne d'occupation biophysique des sols Corine Land Cover (CLC), est marquée par l'importance des territoires agricoles (83,7 % en 2018), en diminution par rapport à 1990 (85 %). La répartition détaillée en 2018 est la suivante : 
prairies (72,4 %), zones agricoles hétérogènes (11,3 %), forêts (10,4 %), zones urbanisées (5,3 %), zones industrielles ou commerciales et réseaux de communication (0,4 %), espaces verts artificialisés, non agricoles (0,3 %). L'évolution de l'occupation des sols de la commune et de ses infrastructures peut être observée sur les différentes représentations cartographiques du territoire : la carte de Cassini (XVIIIe siècle), la carte d'état-major (1820-1866) et les cartes ou photos aériennes de l'IGN pour la période actuelle (1950 à aujourd'hui).

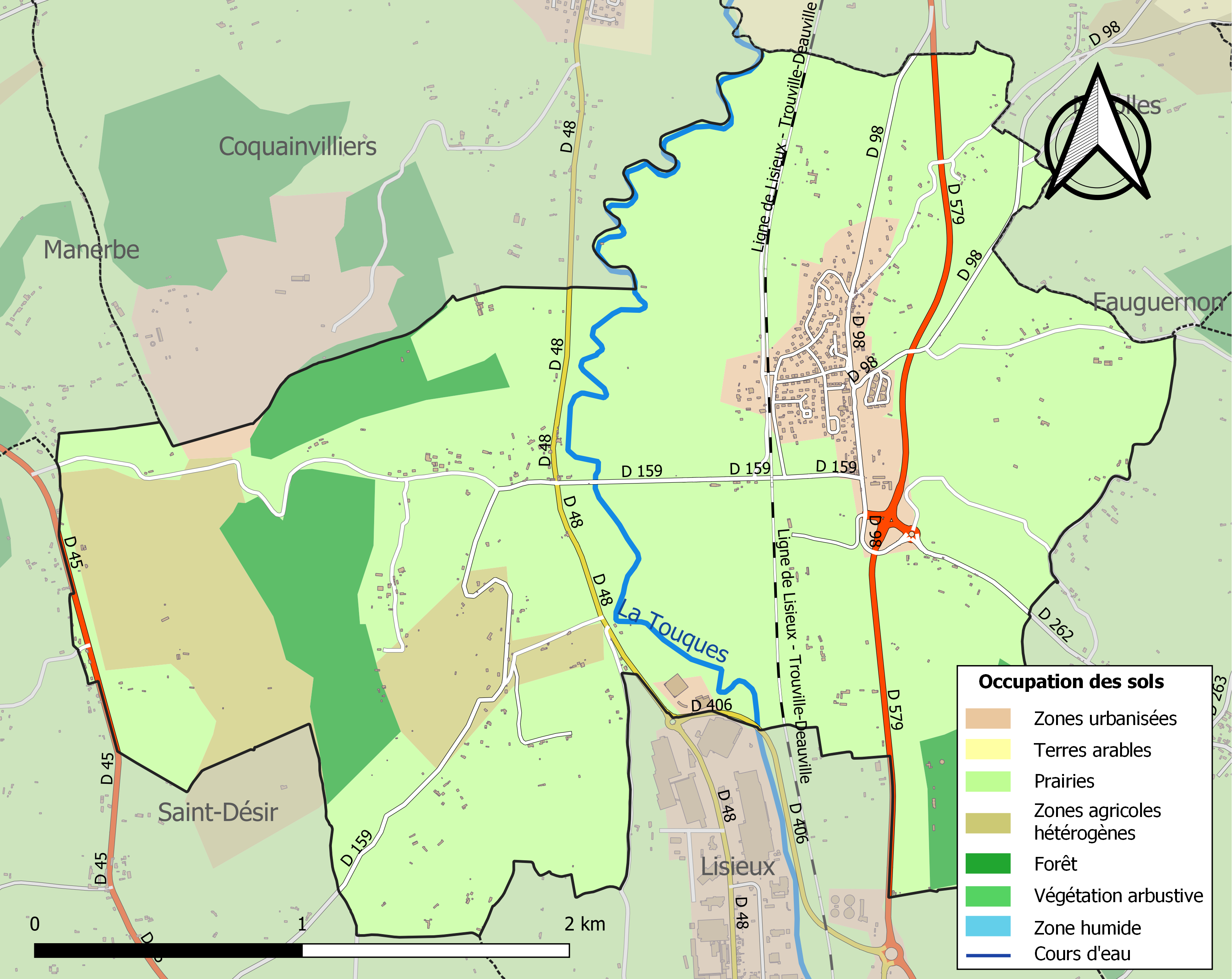
Carte des infrastructures et de l'occupation des sols de la commune en 2018 (CLC).

## Toponymie
Le nom de la localité est attesté sous la forme de Oilleio en 1279. Le toponyme semble issu de l'anthroponyme latin ou roman Olius. Le Vicomte serait une référence au vicomte d'Orbec.
Au cours de la période révolutionnaire de la Convention nationale (1792-1795), la commune a porté les noms dOuilly-l'Union et dOuilly-sur-la-Touques.
Le gentilé est Vicomtois.

## Histoire
En 1824, Ouilly-le-Vicomte (339 habitants en 1821) absorbe celle voisine de Bouttemont (94 habitants), au nord de son territoire.
En 1960, Ouilly-le-Vicomte reprend une partie de la commune de Saint-Jacques dont le territoire communal est aussi réparti entre les communes de Beuvillers, Hermival-les-Vaux, Lisieux et Rocques.

## Politique et administration
| Période                                  | Période   | Identité                  | Étiquette     | Qualité                               |
| ---------------------------------------- | --------- | ------------------------- | ------------- | ------------------------------------- |
| 1947                                     | 1993      | Jacques Descours Desacres | CNIP, puis RI | Homme politique                       |
| ?                                        | mars 2001 | Georges Pennec            |               |                                       |
| mars 2001                                | mars 2008 | Jean Greffet              |               | Ingénieur pétrolier (retraité)        |
| mars 2008                                | mai 2020  | Gérard Hénouille          |               | Cadre bancaire                        |
| mai 2020                                 | En cours  | Patrice Métais            | SE            | Cadre dans l'industrie pharmaceutique |
| Les données manquantes sont à compléter. |           |                           |               |                                       |

Le conseil municipal est composé de quinze membres dont le maire et trois adjoints.

## Démographie
L'évolution du nombre d'habitants est connue à travers les recensements de la population effectués dans la commune depuis 1793. Pour les communes de moins de 10 000 habitants, une enquête de recensement portant sur toute la population est réalisée tous les cinq ans, les populations de référence des années intermédiaires étant quant à elles estimées par interpolation ou extrapolation. Pour la commune, le premier recensement exhaustif entrant dans le cadre du nouveau dispositif a été réalisé en 2005.
En 2022, la commune comptait 759 habitants, en évolution de −7,1 % par rapport à 2016 (Calvados : +1,58 %, France hors Mayotte : +2,11 %).
| 1793 | 1800 | 1806 | 1821 | 1831 | 1836 | 1841 | 1846 | 1851 |
| ---- | ---- | ---- | ---- | ---- | ---- | ---- | ---- | ---- |
| 409  | 330  | 396  | 339  | 405  | 360  | 400  | 439  | 370  |

| 1856 | 1861 | 1866 | 1872 | 1876 | 1881 | 1886 | 1891 | 1896 |
| ---- | ---- | ---- | ---- | ---- | ---- | ---- | ---- | ---- |
| 436  | 467  | 483  | 505  | 588  | 562  | 537  | 497  | 514  |

| 1901 | 1906 | 1911 | 1921 | 1926 | 1931 | 1936 | 1946 | 1954 |
| ---- | ---- | ---- | ---- | ---- | ---- | ---- | ---- | ---- |
| 512  | 463  | 413  | 431  | 487  | 504  | 539  | 626  | 807  |

| 1962 | 1968 | 1975 | 1982 | 1990 | 1999 | 2005 | 2006 | 2010 |
| ---- | ---- | ---- | ---- | ---- | ---- | ---- | ---- | ---- |
| 421  | 570  | 762  | 854  | 810  | 784  | 750  | 746  | 871  |

| 2015 | 2020 | 2022 | - | - | - | - | - | - |
| ---- | ---- | ---- | - | - | - | - | - | - |
| 820  | 756  | 759  | - | - | - | - | - | - |

| 1793 | 1800 | 1806 | 1821 |
| ---- | ---- | ---- | ---- |
| 69   | 55   | 86   | 94   |

## Culture locale et patrimoine

### Lieux ou monuments
- L'église Notre-Dame des Xe – XIe siècles[36] est inscrit au titre des monuments historiques par arrêté du 19 juillet 1926[37]. Elle abrite un autel, un lutrin ainsi qu'une croix de procession, œuvres du XVIe siècle classées au titre objet[38].
- Le château de Boutemont du XVIe siècle inscrit au titre des monuments historiques par arrêté du 19 janvier 1927, la cour d'honneur, les douves sèches avec les murs de soutènement et le pont dormant par arrêté du 2 octobre 1995[39].
- Vestiges d'une motte féodale fossoyée située au nord à peu de distance du château. Un sire de Boutemont est cité dans la suite de Robert Courteheuse[40].

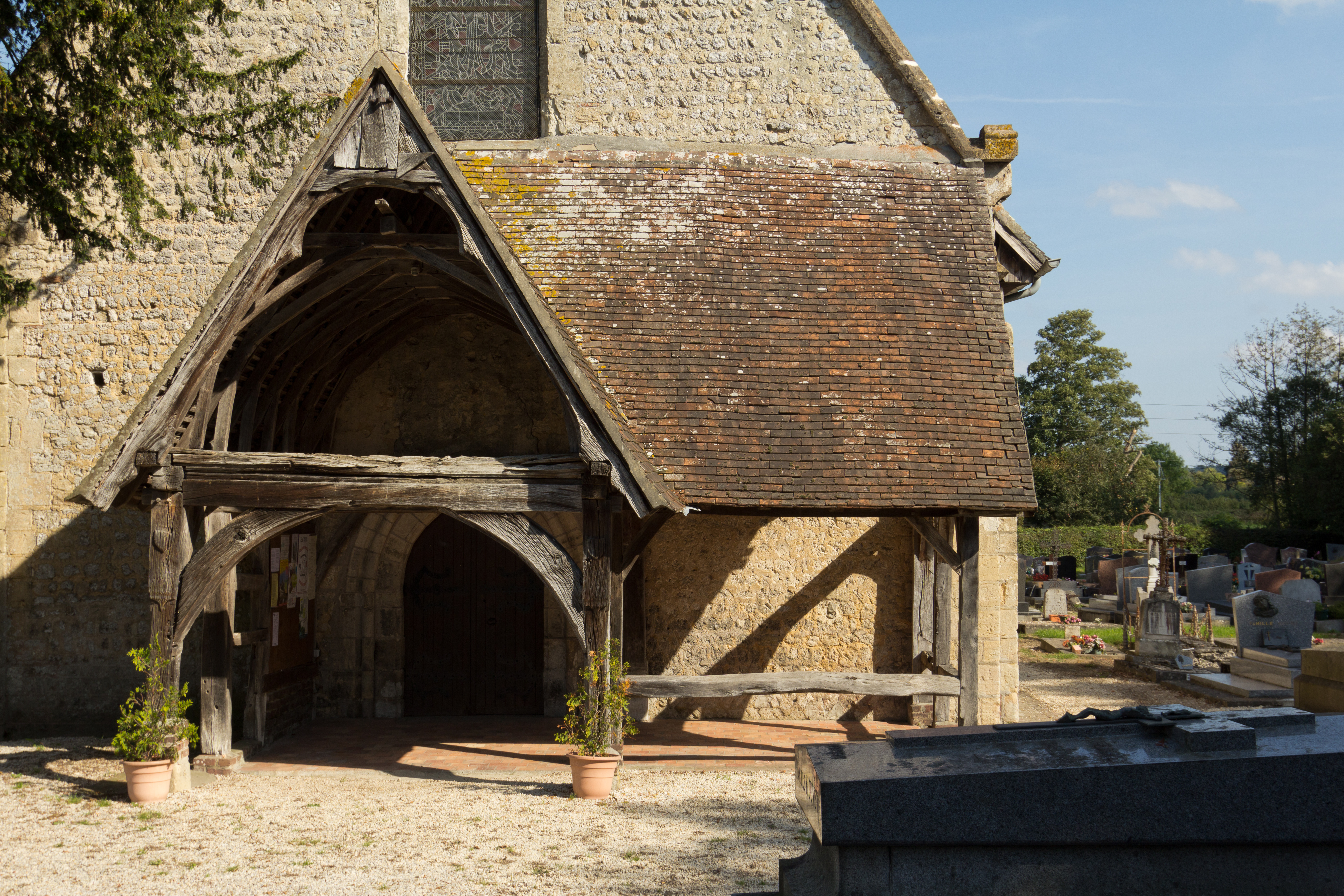
Le porche de l'église Notre-Dame.
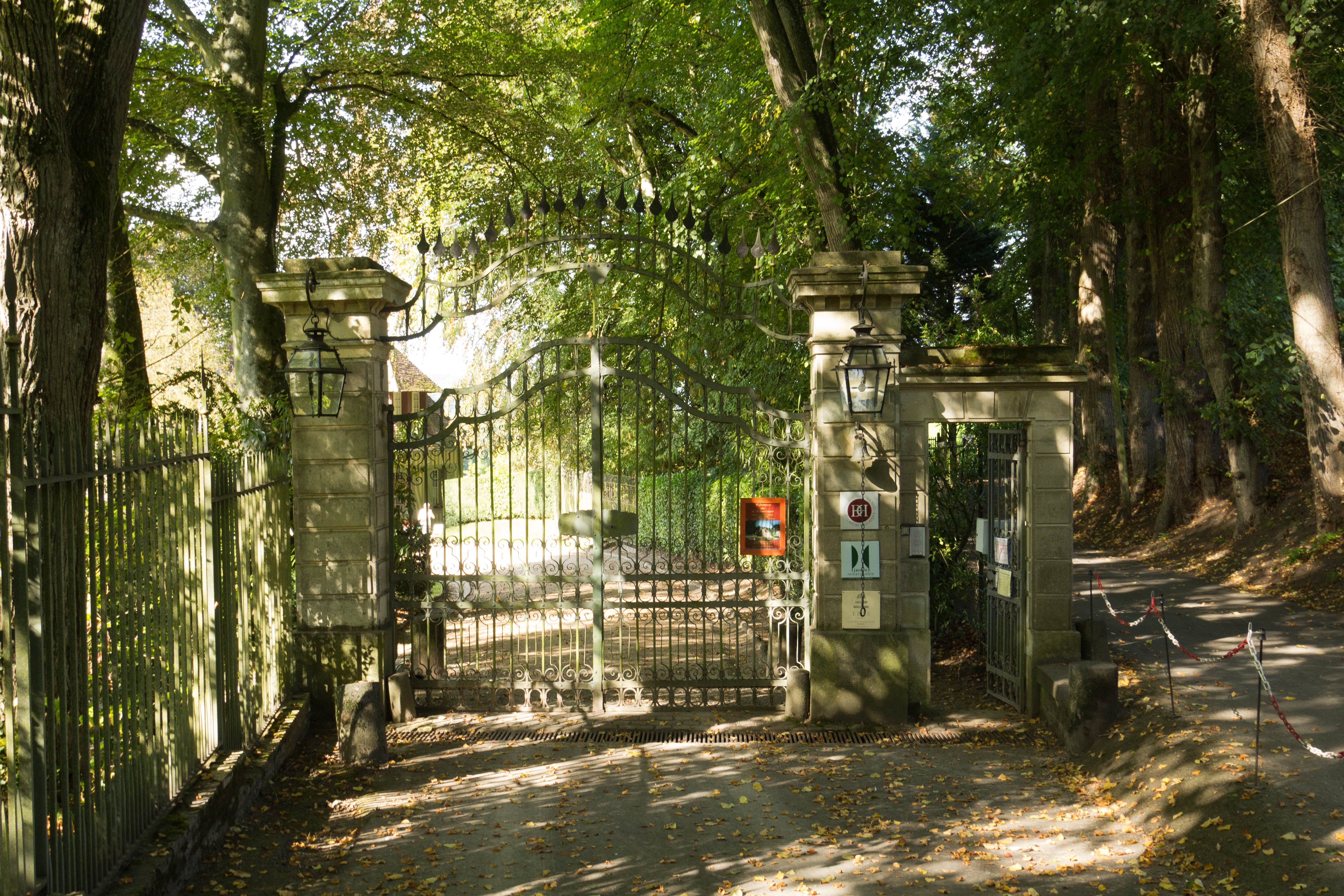
Le portail du château de Boutemont.

### Personnalités liées à la commune
- Jacques Descours Desacres (1914 - Ouilly-le-Vicomte, 1993), homme politique, sénateur du Calvados et maire de la commune.

### Héraldique
| Armes d'Ouilly-le-Vicomte | Les armes de la commune se blasonnent ainsi : Écartelé : au 1er d'azur aux trois coquilles d'or, au 2e de gueules aux deux léopards d'or armés et lampassés d'azur l'un sur l'autre, au 3e d'or aux trois pommes mal ordonnées de gueules tigées et feuillées de deux pièces de sinople, au 4e d'argent aux deux burelles ondées d'azur. Les deux léopards d'or sur champ de gueules rappellent les armes de la Normandie. |